# Hrvatska: Bog i domovina
Hrvatska: Bog i domovina je bio hrvatski polutjednik iz Zadra. 
Izlazio je od rujna 1. veljače 1899. godine. Izlazile su do 19. prosinca 1902. godine. Tiskala ga je Katolička hrvatska tiskarna u Zadru.
Nastavak je povremenika Hrvatska: Bogu i Hrvatskoj.
Uređivao ih je don Ivo Prodan.